# PLM Sf 80001–80100
Die offenen Güterwagen der Gattung Sf mit den Nummern 80001–80100 wurden ab 1900 von der US-amerikanischen Pressed Steel Car Company für die französische Chemins de fer de Paris à Lyon et à la Méditerranée (PLM) gebaut.

## Geschichte
Im Dezember 1899 bestellte die PLM bei der Pressed Steel Car Company in New Jersey 100 offene Güterwagen mit Drehgestellen zum Transport von Kohle. Diese Wagen mit der Gattungsbezeichnung Sf und den Nummern 80001–80100 waren damals die ersten Drehgestellgüterwagen der PLM. Sie wurden zwischen 1900 und 1902 in Einzelteilen geliefert und in den bahneigenen Werkstätten zusammengebaut, wobei nur 99 Wagen entstanden, da die Teile für einen Wagen als Ersatzteile aufgehoben wurden. Sie waren in Stahlbauweise gebaut und hatten Diamond-Drehgestelle amerikanischer Bauart.
Zwischen 1912 und 1914 wurden die Wagen in den Werkstätten der PLM zu Rungenwagen umgebaut und bekamen die Bezeichnung U und die Nummern 5901–5999.